# Faculdade de Medicina de Botucatu
Faculdade de Medicina de Botucatu (FMB) é uma faculdade brasileira pertencente à Universidade Estadual Paulista (Unesp) e localizada no campus de Botucatu, estado de São Paulo. Criada pela Lei 6860, de 22 de julho de 1962, oferece dois cursos de graduação:
- Medicina
- Enfermagem

## História
As bases da formação da atual Faculdade de Medicina de Botucatu remontam à década de 1930, através da solicitação da construção de um hospital na cidade feita pelo prefeito de Botucatu Joaquim Amaral Gurgel junto ao inventor federal no Estado em 1939. No entanto, apenas em 1948, a estrutura que abriga o HCFMB foi planejada para servir como um sanatório para tratamento de tuberculose, apesar de este plano nunca ter entrado em ação. Somente em 1950, foi assinado o contrato de construção do atual HC-FMB solicitado em 1939.
Em 25 de novembro de 1958, o Presidente Jânio Quadros assina a Lei 4991 para a criação da Faculdade de Medicina de Botucatu. Apesar disso, por pressão da Universidade de São Paulo (USP) e de disputas político-partidárias, o projeto foi inviabilizado. Contudo, na década de 1960, as pressões para criação de novas escolas médicas eram grandes, como manifestado pelo Movimento 24 de Maio, que durou dois anos e proporcionou a criação da FCMBB em 22 de julho de 1962, por intermédio da Lei 6860, assinada pelo governador Carvaho Pinto.
As atividades da FCMBB se iniciaram em 1963. A aula inaugural ocorreu em 26 de abril daquele ano e foi proferida pelo professor Nicanor Letti, da disciplina de Anatomia Humana.
Em 1976, instituiu-se, por meio da Lei 952 - de 30 de janeiro, a Universidade Estadual Paulista Júlio de Mesquita Filho (Unesp), que agregava os antigos Institutos Isolados de Ensino Superior do Estado de São Paulo. A partir de então, desmembrou-se a FCMBB em quatro unidades, que passaram a compor o quadro de unidades universitárias da Unesp: Faculdade de Medicina de Botucatu, Instituto de Biociências, Faculdade de Ciências Agronômicas e a Faculdade de Medicina Veterinária e Zootecnia.
Em 5 de abril de 1977 foram estruturados os Departamentos da Faculdade de Medicina, através da Resolução Unesp nº 05. 
Em 1989, iniciaram-se, exclusivamente, as atividades do Curso de Enfermagem da Faculdade de Medicina de Botucatu, tendo a 1ª Turma formada em 1992. Nesta mesma época (1989), iniciou-se o processo para solicitação da criação do Departamento de Enfermagem que foi aprovado somente em julho de 1999.
Atualmente, a Faculdade conta com 13 Departamentos de ensino: Anestesiologia; Cirurgia e Ortopedia; Clínica Médica; Dermatologia e Radioterapia; Doenças Tropicais e Diagnóstico por Imagem; Enfermagem, Ginecologia e Obstetrícia; Neurologia e Psiquiatria; Oftalmologia; Otorrinolaringologia e Cirurgia de Cabeça e Pescoço; Patologia; Pediatria; Saúde Pública e Urologia.
A Faculdade de Medicina de Botucatu é uma das mais concorridas do país.
No vestibular de 2014, a relação candidato/vaga para o curso de Medicina foi de 216,7 e para o curso de enfermagem foi de 18,9.